# Freedom Singers
Freedom Singers var under slutet av 1960-talet och i början av 1970-talet ett samlingsnamn på de två till FNL-grupperna knutna körerna i Stockholm och Göteborg. Freedom Singers gav ut två LP-skivor med namn efter årtalet skivan släpptes. Skivbolaget hade det passande namnet Befria Södern.
Bland de medverkande märktes Mia Gerdin, Curt-Eric Holmquist, Maria Hörnelius, Slim Lidén, Pyret Moberg och Marie Selander.

## Diskografi

### Album
- 68 (1968)
- 70 (Anti-imperialistiska Sånger) (1970)